# 東大阪市立図書館
東大阪市立図書館（ひがしおおさかしりつとしょかん）は、大阪府東大阪市が設置する公共図書館の総称。3図書館、2分室、移動図書館からなる。指定管理者制度が導入されている。

## 歴史

### 布施市立図書館
1947年（昭和22年）4月には布施市長栄寺2丁目18番地の布施市中央公民館内に布施市立図書館を併設し、同年11月に蔵書数1805冊で開館した。1948年（昭和23年）12月には連合国軍総司令部 (GHQ) 民間情報教育局 (CIE) によって布施市CIE図書館の別棟が設置された。1949年（昭和24年）12月には布施市立図書館条例・施行規則を公布したが、この時点では布施市立図書館の蔵書数が約6000冊、布施市CIE図書館の蔵書数が1457冊だった。1957年（昭和32年）2月には布施市高井田1313番地に移転し、3月には公民館から独立して延床面積を拡大させた。1966年（昭和41年）6月には移動図書館の巡回を開始した。

### 東大阪市立図書館
- 1967年（昭和42年）2月1日
布施市・河内市・枚岡市の3市が合併して東大阪市が発足し、布施市立図書館は東大阪市立図書館に改称した[1]。
- 1992年（平成4年）6月
市内2番目の図書館として東大阪市立花園図書館が開館し、東大阪市立図書館は東大阪市立永和図書館に改称した[1]。
- 1997年（平成9年）1月
市内3番目の図書館として東大阪市立旭町図書館が開館した[1]。
- 2012年（平成24年）11月1日
東大阪市立永和図書館が休館し、12月22日にはヴェル・ノール布施に移転する形で永和図書館（暫定施設）が開館した[1]。
- 2016年（平成28年）4月1日
指定管理者制度を導入した[1]。
- 2016年（平成28年）3月31日
東大阪市立旭町図書館が閉館し、6月1日には旭町図書館が移転する形で東大阪市立四条図書館が開館した[1]。
- 2020年（令和2年）1月7日17時
東大阪市立永和図書館（暫定施設）が移転のため閉館。
- 2020年（令和2年）3月7日
東大阪市立永和図書館が、近鉄河内永和駅南側（旧市民会館跡地）の東大阪商工会議所会館1階にて開館予定だったが、新型コロナウイルス感染症、感染拡大防止のために2020年5月22日に延期された上で開館した。

## 館外貸出
館外貸出に必要な「利用カード」は、東大阪市・八尾市・柏原市・大東市・大阪市・大阪狭山市・河内長野市・富田林市・羽曳野市・藤井寺市・松原市に在住か、東大阪市内に通勤・通学している人は発行可能であり、全館共通となっている。

## 施設一覧

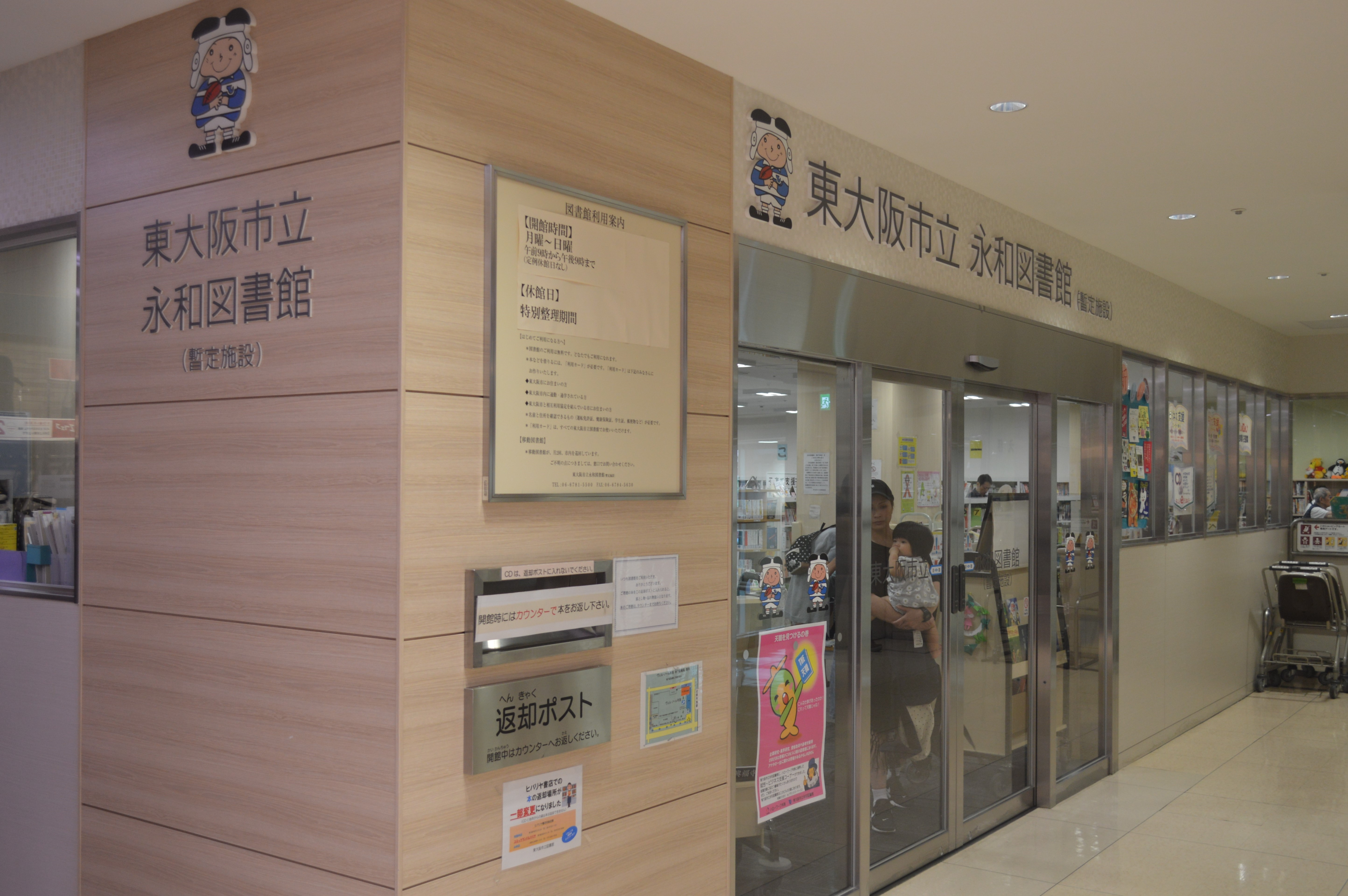
永和図書館（暫定施設）

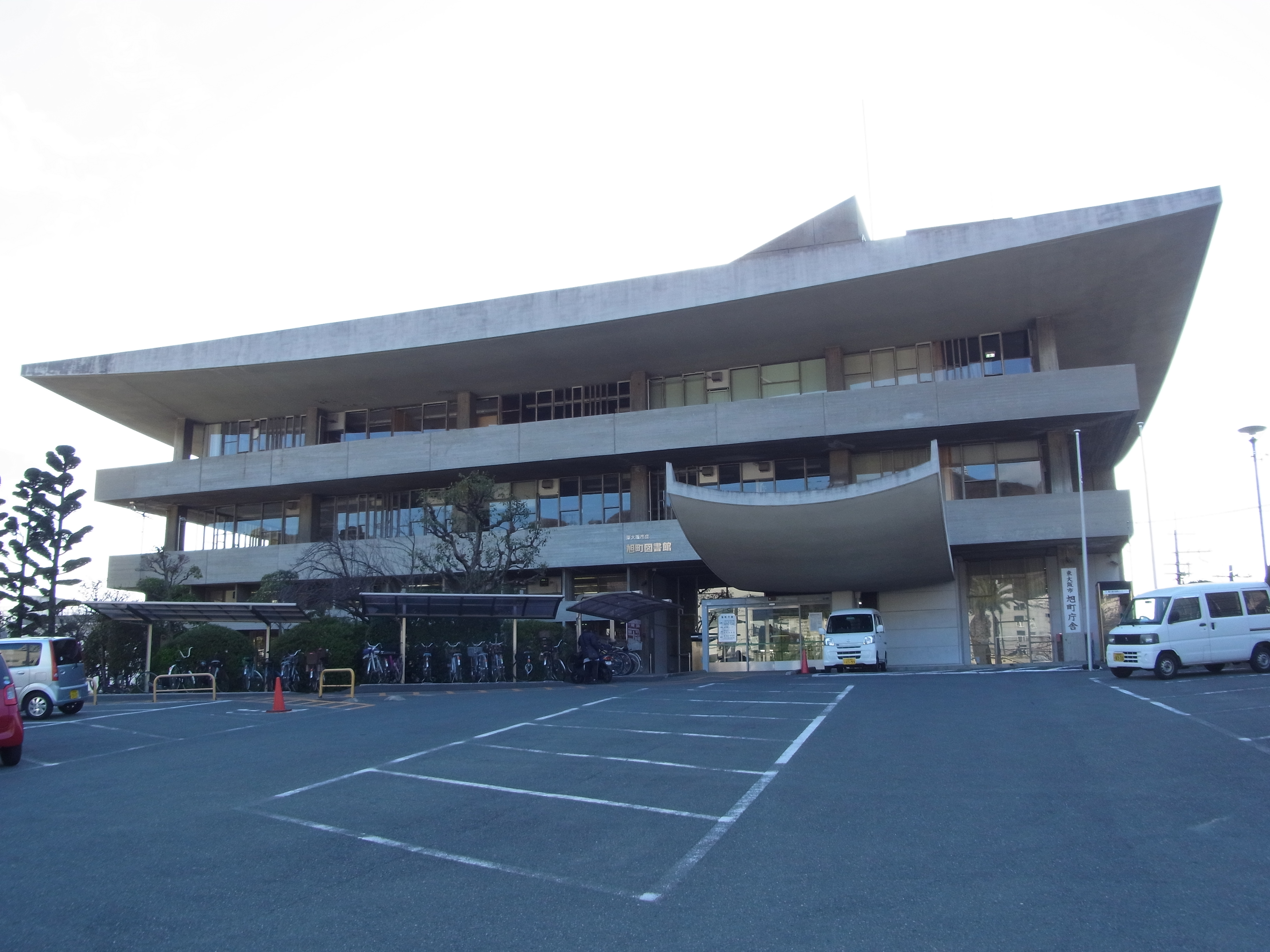
旭町図書館があった東大阪市旭町庁舎

### 図書館・分室
| 名称               | 所在地                                          | 延床面積 (m2) | 開設       |
| ------------------ | ----------------------------------------------- | ------------- | ---------- |
| 花園図書館         | 東大阪市吉田4丁目7番20                          | 2301.87       | 1992年6月  |
| 永和図書館         | 東大阪市永和2丁目1番1号 東大阪商工会議所会館1階 | 約1300.00     | 2020年5月  |
| 四条図書館         | 東大阪市南四条町1番1号 東部地域仮設庁舎1階      | 689.30        | 2016年6月  |
| 永和図書館大蓮分室 | 東大阪市大蓮北4丁目3番25号                      | 626.50        | 1990年11月 |
| 四条図書館石切分室 | 東大阪市北石切町1番7号 石切公民分館内           | 90.00         | 1984年10月 |

移動図書館
拠点は永和図書館大蓮分室。
- キキョウ号 - 3000冊積載。1996年購入。
- ウメ号 - 3000冊積載。1999年購入。

かつてあった図書館
- 東大阪市立旭町図書館 - 建物老朽化のため2016年に閉館。

### 返却ポスト
東大阪市立の各図書館および分室に加えて、以下の9か所に返却ポストが設置されている。
- 近鉄大阪線長瀬駅前
- 近鉄奈良線八戸ノ里駅前
- 東大阪市消防局中消防署隣
- 三菱UFJ銀行花園支店前
- 中鴻池行政サービスセンター前
- 東大阪市立東体育館玄関前
- 近鉄奈良線石切駅前
- 玉串西団地管理事務所前
- 楠根リージョンセンター入口

## 類似の施設
図書館法に基づく施設ではないが、東大阪市文化創造館において市民が持ち寄った本を貸し出す「まちライブラリー」の取り組みが行われており、本の貸出や、本に関するイベントが行われている。マンガも含め、数千冊が所蔵されている。